# 구천국민학교 청산분교
구천국민학교 청산분교는 대한민국 경상북도 의성군 구천면 청산리에 있었던 국민학교 분교이다.

## 학교 연혁
- 일자미상 선산군 청산국민학교 설립 인가
- 1943년 5월 10일 청산국민학교 개교
- 1980년 3월 1일 송도국민학교 분교장 격하 편입
- 1987년 3월 1일 의성군 구천국민학교 청산분교 개편
- 1995년 3월 1일 폐교 및 구천국민학교 통폐합